# Vohimary
Vohimary is een plaats en commune in Madagaskar, behorend tot het district Vondrozo. Tijdens de laatste volkstelling (2001) telde de plaats 4.788 inwoners. 
De plaats biedt alleen lager onderwijs. 99% van de inwoners werkt in de landbouw, het belangrijkste landbouwproduct is rijst; andere belangrijke producten zijn cassave, koffie en bananen. In de dienstensector werkt 1% van de inwoners. 